# Oblężenie Jasnej Góry (1813)
Oblężenie Jasnej Góry przez wojska rosyjskie od 26 marca do 4 kwietnia 1813 w ramach VI koalicji antyfrancuskiej.

## Przebieg
Rosyjski korpus generała Fabiana Gottlieba von der Osten-Sackena, podszedł pod twierdzę jasnogórską 22 marca 1813 roku. Na drugi dzień von der Osten-Sacken wezwał dowodzącego obroną twierdzy pułkownika Antoniego Górskiego do kapitulacji, ale otrzymał negatywną odpowiedź. Rosjanie zajęli wówczas okoliczne wsie odcinając komunikację z twierdzą, ulokowali się w Starej i Nowej Częstochowie oraz opanowali kościół św. Barbary – dwa pozostałe rosyjskie pułki stanęły w odwodzie we wsi Święta Barbara.
26 marca artyleria polska ostrzelała stanowiska rosyjskie, znajdujące się w rejonie Rynku Wieluńskiego zabijając dowódcę batalionu i kilkudziesięciu żołnierzy. Generał von der Osten-Sacken podjął decyzję o regularnym oblężeniu. W nocy z 26 na 27 marca Rosjanie rozpoczęli budowę trzech baterii naprzeciw bastionu Lubomirskich, lecz ze względu na śnieg i mróz oraz ostrzał artyleryjski prowadzony przez Polaków, roboty inżynieryjne trwały tydzień. Od 2 kwietnia Rosjanie prowadzili intensywny ogień, a pod jego osłoną do fortyfikacji zbliżali się żołnierze, którzy ostrzeliwali z karabinów obrońców na południowych bastionach i w rawelinie. Polacy odpowiadali ostrzałem, rażąc baterie i podchodzącą pod mury piechotę. Rosyjski ostrzał spowodował naruszenie murów fortecznych i pożar magazynów, co osłabiło morale polskich obrońców, którzy dodatkowo zaczęli odczuwać problemy wynikające z niedostatku żywności i braku świeżej wody oraz wzrastającej liczby chorych i rannych żołnierzy. Rano 4 kwietnia pułkownik Górski zaproponował generałowi von der Osten-Sackenowi 24-godzinne zawieszenie broni i przedstawił warunki kapitulacji, które dowódca rosyjskiego korpusu odrzucił, co spowodowało dalsze walki. Dwugodzinne bombardowanie twierdzy, które po tym nastąpiło, skłoniło pułkownika Górskiego do poddania Jasnej Góry na warunkach rosyjskich. Polacy mieli wyjść z twierdzy z honorami i po złożeniu broni pójść w całości do niewoli – to samo czekało chorych i rannych żołnierzy po ich wyzdrowieniu. Natomiast cywile mogli wrócić do swoich domów, weterani do Warszawy, a 17 żandarmów do swoich powiatów. Zagwarantowano też poszanowanie własności osobistej wojskowych i osób cywilnych, a także klasztoru i duchownych.

## Podsumowanie
Wieczorem 4 kwietnia żołnierze rosyjscy obsadzili obie bramy twierdzy, a polska załoga opuściła ją na drugi dzień rano. Rosjanie przejęli 24 działa, próbny moździerz i 2 stare falkonety oraz 1000 nowych francuskich karabinów. Uwolnili też ponad dwudziestu jeńców, przetrzymywanych na Jasnej Górze.
Mnisi z Jasnej Góry podarowali Osten-Sakenowi kopię Częstochowskiego obrazu, który później został umieszczony z wielkimi honorami w Katedrze Kazańskiej w Sankt Petersburgu.